# Slow Train Coming
Slow Train Coming é o décimo nono álbum de estúdio do cantor Bob Dylan, lançado a 20 de Agosto de 1979.
O disco atingiu o nº 3 do Pop Albums.
Com o single "Gotta Serve Somebody", Dylan ganhou um Grammy Awards na categoria "Best Rock Vocal Performance by a Male" em 1980.

## Faixas
Todas as faixas por Bob Dylan

### Lado 1
1. "Gotta Serve Somebody" – 5:22
2. "Precious Angel" – 6:27
3. "I Believe in You" – 5:02
4. "Slow Train" – 5:55

### Lado 2
1. "Gonna Change My Way of Thinking" – 5:25
2. "Do Right to Me Baby (Do Unto Others)" – 3:50
3. "When You Gonna Wake Up" – 5:25
4. "Man Gave Names to All the Animals" – 4:23
5. "When He Returns" – 4:30

## Créditos
- Bob Dylan - Guitarra, vocal
- Barry Beckett - Teclados, percussão
- Pick Withers - Bateria
- Tim Drummond - Baixo
- Mark Knopfler - Guitarra
- Muscle Shoals Horns - Corneta
- Carolyn Dennis - Vocal de apoio
- Helena Springs - Vocal de apoio
- Regina Havis - Vocal de apoio
- Mickey Buckins - Percussão